# Elena Aleksandrovna Naryškina
Elena Aleksandrovna Naryškina (San Pietroburgo, 1785 – Odessa, 3 dicembre 1855) è stata una nobildonna russa.

## Biografia
Elena ea la figlia del ciambellano di corte Aleksandr L'vovič Naryškin, e di sua moglie, Marija Alekseevna Senjavina, damigella d'onore di Caterina II. I suoi genitori erano intimi con la famiglia imperiale.
Ricevette una buona educazione a casa, oltre all'istruzione generale: studiò musica ed era dotata di una bella voce. Quando era molto giovane, fu portata a corte e nominata damigella d'onore. I suoi genitori conducevano uno stile di vita dispendioso e le porte della loro residenza erano sempre aperte per balli e ricevimenti, dove Elena brillava con la sua bellezza.

## Matrimoni

### Primo Matrimonio
La famiglia Naryškin era molto amichevole con il grande comandante Aleksandr Vasil'evič Suvorov e con suo figlio Arkadij. Un bell'uomo, alto e snello, biondo, con una bella voce e un'enorme forza fisica conquistò facilmente il cuore della giovane Elena. Ma era fidanzato con la ricca duchessa Guglielmina di Sagan, e sebbene i giovani non nutrissero alcun sentimento l'uno per l'altro, i loro genitori desideravano molto questo matrimonio. Con la morte del padre, questo matrimonio venne sciolto. Arkadij divenne proprietario di una grande fortuna ed era libero di scegliere chi sposare.
Il 15 luglio 1800, a San Pietroburgo, Arkadij ed Elena si sposarono. Lui aveva 15 anni mentre lei solo 14. Questo matrimonio, tuttavia, fu di breve durata e difficilmente la coppia vi trovò felicità. Dotato di grandi capacità e d'intelligenza, il figlio del grande Suvorov, come suo padre, aveva molte stranezze e non era portato per la vita familiare. Alla casa e alla giovane moglie, preferiva aggirarsi per i campi con i suoi cani, gli piaceva fare baldoria, alle carte da gioco e alle menzogne. Tutto questo lo distraeva da casa, dove sua moglie si annoiava a stare da sola e accettava il corteggiamento di numerosi amanti tra cui il conte Michail Semënovič Voroncov, il poeta satirico, il brutto ma intelligente Sergej Nikiforovič Marin e il gentile e sentimentale colonnello Dmitrij Vasil'evič Arsenev. 
La coppia ebbe cinque figli:
- Marija Arkad'evna (26 febbraio 1802-16 febbraio 1870), sposò in prime nozze Michail Michajlovič Golicyn, ebbero tre figlie, e in seconde nozze Michail Michajlovič Ostolopov;
- Varvara Arkad'evna (16 marzo 1803-22 febbraio 1885), sposò in prime nozze Dmitrij Evlamp'evič Bašmakov, ebbero sei figli, e in seconde nozze Andrej Ivanovič Gorčakov, non ebbero figli;
- Aleksandr Arkad'evič (5 luglio 1804-31 gennaio 1882);
- Aglaida Arkad'evna (5 novembre 1805-13 febbraio 1806);
- Konstantin Arkad'evič (10 novembre 1809-1877).

Nell'aprile 1811, durante la guerra russo-turca, Suvorov morì mentre attraversava il Rymnik, lo stesso fiume sulle rive del quale suo padre vinse una delle sue brillanti vittorie.
Rimasta vedova a 25 anni, la principessa Suvorova andò presto all'estero. Lì ha trascorso un periodo piuttosto lungo, solo occasionalmente e brevemente tornò in Russia, poiché la sua cattiva salute richiedeva un soggiorno in un clima caldo.
L'anno 1814 mentre si trovava a Vienna, ritrovò suo padre che era con l'imperatrice Elisabetta Alekseevna durante il Congresso di Vienna. Ai balli e ai festeggiamenti che hanno accompagnato questo congresso senza precedenti di imperatori, re e principi di tutta Europa, la principessa Suvorova, grazie alla sua bellezza e cortesia, ha attirato l'attenzione generale e ha occupato un posto di rilievo tra i bei uomini della corte viennese e delle più alta aristocrazia europea. 
Sia nelle capitali europee che nelle località termali della Germania, dove trascorreva i mesi estivi, Elena Aleksandrovna conduceva una vita mondana e aveva molti amici e ammiratori. 

### Secondo Matrimonio
Durante i dodici anni di vedovanza, Elena Aleksandrovna ebbe molte opportunità di risposarsi, ma decise di dedicarsi alla crescita dei figli. Solo quando i bambini crebbero e la figlia maggiore si era sposata, decise di risposarsi.
Dopo aver trascorso l'estate del 1823 a Baden, Elena Aleksandrovna ricevette una proposta di matrimonio. Il prescelto era il trentenne principe Vasilij Sergeevič Golitsyn, l'attuale consigliere di stato e ciambellano. Il loro matrimonio si è svolto a Berlino e ha suscitato molti pettegolezzi in società.
Dopo il matrimonio, Elena Aleksandrovna trascorse la maggior parte del suo tempo nel sud della Russia, a Odessa e Simferopol' e nella proprietà in Crimea di suo marito, godendosi una tranquilla felicità domestica. 

## Morte
Il desiderio di compiacere e sedurre non lasciò Elena Aleksandrovna e servì da soggetto delle osservazioni appropriate del principe Pëtr Andreevič Vjazemskij sulle " sue ciglia e due dozzine di denti parigini ". Era un'amica di Žukovskij ed era in costante corrispondenza con il poeta cieco Ivan Ivanovič Kozlov.
Fino agli ultimi giorni della sua vita, avendo quasi perso la vista, Elena Aleksandrovna conservò una mente lucida e un'affascinante cordialità, che la rendevano una compagna piacevole e interessante. Morì il 3 dicembre 1855 a Odessa, dove fu sepolta.